# صيادو الأراضي القاحلة
صيادو الأراضي القاحلة (هانغل: 황야) فيلم أكشن كوري من اخراج هيو ميونغ هاينغ وهو أول فيلم من اخراجه. وبطولة ما دونغ سوك، لي هي-جون، لي جون يونغ. يعتبر الفيلم مكمل لفيلم يوتوبيا خرسانية. ويتناول قصة تحول "سول" بعد زلزال مميت إلى أرض قاحلة ينعدم فيها القانون.

## القصة
بعدما يحوّل زلزال مميت "سول" إلى أرض قاحلة ينعدم فيها القانون، ينطلق صياد شجاع لإنقاذ مراهقة من براثن طبيب مجنون اختطفها.

## الممثلون
- ما دونغ سوك بدور نام سان، صياد الأراضي القاحلة الشجاع.
- لي هي-جون بدور يانغ جي سو، الطبيب الذي نجا من الكارثة.[2]
- لي جون يونغ بدور تشوي جي وان، شريك نام سان الموثوق به.
- روه جيونغ-اي بدور سونا، الفتاة الجريئة التي تتبع نام سان.[3]
- آهن جي هي بدور إيون هو، رقيب في القوات الخاصة.[4]

## روابط خارجية
- صيادو الأراضي القاحلة على موقع IMDb (الإنجليزية)
- صيادو الأراضي القاحلة على موقع روتن توميتوز (الإنجليزية)
- صيادو الأراضي القاحلة على موقع نتفليكس (الإنجليزية)
- صيادو الأراضي القاحلة على موقع ألو سيني (الفرنسية)
- صيادو الأراضي القاحلة على موقع فيلمافينيتي (الإسبانية)
- صيادو الأراضي القاحلة على موقع قاعدة بيانات الفيلم (الإنجليزية)
- صيادو الأراضي القاحلة على موقع ليتربوكسد (الإنجليزية)